# Pedro Malan
Pedro Sampaio Malan GOMM (Petrópolis, 19 de fevereiro de 1943) é um professor, acadêmico, economista e engenheiro eletricista brasileiro. Foi ministro da Fazenda durante o governo Fernando Henrique Cardoso, além de presidente do Banco Central do Brasil (BC) durante o governo Itamar Franco.
São atribuídas ao ex-ministro as famosas frases:
| “ | A melhor política industrial é não ter política industrial | ” |

| “ | No Brasil, até o passado é incerto | ” |

## Biografia
Pedro Malan cursou engenharia na PUC-Rio entre 1961 e 1965 e chegou a cursar, concomitantemente com a engenharia em 1965,  o curso de economia da então Universidade do Estado da Guanabara, hoje UERJ. Em 1966 fez o curso de economia oferecido pela CEPAL em Vitória, no Espírito Santo. Em meados de 1966 prestou concurso para o EPEA(anos depois seria renomeado como IPEA) e em setembro do mesmo ano começou a trabalhar nesse órgão. Entre seu ingresso no EPEA em meados de 1966 e a sua ida aos Estados Unidos em meados de 1969 para fazer o doutorado em Berkley, além do aprimoramento como pesquisador, teve contatos importantes com pesquisadores estrangeiros, muitos dos quais vindos ao Brasil através de convênios firmados entre Universidadeds dos Estados Unidos e a USAID para ajudar na implantação do recém-criado EPEA. Em meados de 1969 viaja para os Estados Unidos para fazer o doutorado na Universidade de Berkley sob orientação de Albert Fishlow.
Em 1992, Malan foi designado pelo presidente Fernando Collor para compor a delegação brasileira na 33.ª reunião anual da assembleia de governadores do Banco Interamericano de Desenvolvimento (BID), na 7.ª reunião anual da assembleia de governadores da Corporação Interamericana de Investimentos (CII), na reunião anual conjunta das assembleias de governadores do Fundo Monetário Internacional e Banco Internacional para Reconstrução e Desenvolvimento (FMI/BIRD) e na reunião do Grupo dos 24 (G24), sendo as duas primeiras realizadas na República Dominicana e as duas últimas nos Estados Unidos. À época, Malan era o diretor executivo brasileiro do BID.
Entre março e maio do ano seguinte, já como diretor executivo brasileiro do BIRD, Malan foi designado pelo presidente Itamar Franco para compor a delegação brasileira na 34.ª reunião do BID, na 8.ª reunião do CII, na reunião FMI/BIRD e na do G24, sendo as duas primeiras na Alemanha e as outras nos EUA.

### Banco Central e o Plano Real
Em setembro de 1993, Pedro Malan foi nomeado pelo Presidente Itamar Franco para a presidência do Banco Central, seguindo sugestão do ministro da Fazenda FHC para substituir Paulo Ximenes. Ao assumir a Presidência do Banco Central deixou cargo de negociador-chefe da dívida externa, que foi assumido pelo economista André Lara Resende. Ao mesmo tempo que era presidente do (BC), bem como representante do Brasil nas juntas de governadores do FMI, BIRD, BID e do Banco Africano de Desenvolvimento (BAD), do qual o Brasil é membro. Acompanhou também o então ministro Fernando Henrique Cardoso como subchefe da delegação brasileira na assinatura do acordo de dívida externa brasileira no Canadá e nos EUA.
Em 1994, acompanhou o novo ministro tucano Ciro Gomes como governador alterno da delegação brasileira nas reuniões FMI/BIRD e G24 daquele ano, realizadas na Espanha.

### Ministério da Fazenda
Em janeiro de 1995, Malan foi nomeado por FHC, agora presidente eleito, como ministro da Fazenda, sucedendo Ciro no cargo. Em março, foi admitido por FHC à Ordem do Mérito Militar no grau de Grande-Oficial especial.
Doutor em Economia, também foi professor da Pontifícia Universidade Católica do Rio de Janeiro (PUC-RJ) e, atualmente, é presidente do Conselho Consultivo Internacional do Itaú Unibanco.